# 法国生态部
法国生态转型与国土协调部（法語：ministère de la Transition écologique et de la Cohésion des territoires），通称法国生态部，是法國政府部門之一，專門負責管理可持续发展、环境、绿色技术、能源转型、气候、自然与技术灾害预防、工业安全、交通及设施领域的部门。
法国生态部的前身是1830年成立的公共工程部，期间多次改名。2017年-2020年名为生态与团结转型部（法語：ministère de la Transition écologique et solidaire）。